# Дантокпа
Дантокпа (фр. Le Marché Dantokpa или просто Tokpa) — крупнейший рынок Западной Африки, расположенный в экономической столице Бенина — городе Котону. Площадь рынка превышает 20 гектаров, он является крупнейшей торговой зоной города, а также играет важную роль в экономике всей страны. Рынком управляет муниципальная компания Sogema (фр. Société de gestion des marchés autonomes).
На рынок Дантокпа съезжаются покупатели не только со всего Бенина, но и из соседних стран — Нигерии, Камеруна, Конго, Того, Ганы, Кот-д’Ивуара, Буркина-Фасо, Нигера и Мали. По состоянию на 2012 год, ежедневно рынок посещало от миллиона до полутора миллионов человек.
На рынке насчитывается более 5 тыс. лавок и магазинов, в основном в них продают разноцветные ткани (известные как «голландские ткани с восковой печатью»), продукты питания, алкогольные напитки, готовую одежду и обувь, бытовую электротехнику, мобильные телефоны, запчасти к автомобилям, мотоциклам и велосипедам, косметику, бытовую химию, ювелирные изделия, бижутерию, а также предметы религиозного культа и ремесленные изделия. Ежедневный оборот рынка составляет около 2 млн долларов США.
Дантокпа является крупным центром западноафриканского чёрного рынка и нелегального обмена валют. На рынке доминируют торговцы йоруба, среди других влиятельных групп — аджа и ген (мина). В секторе оптовой торговли и реэкспорта в Нигерию доминируют ливанцы, индийцы, пакистанцы и китайцы.

## География
Рынок Дантокпа расположен в центральной части Котону, на западном берегу лагуны, которая соединяет Гвинейский залив с озером Нокуэ. С юга рынок ограничен бульваром Сен-Мишель и крупным шоссе, которое пересекает Котону с запада на восток и соединяет город с Лагосом (в районе рынка через лагуну переброшен новый автомобильный и пешеходный мост имени Мартина Лютера Кинга). К югу от бульвара Сен-Мишель вдоль лагуны тянутся рынок Миссебо (Marché Missebo) и рынок старьёвщиков (Marché des Friperies), которые слились с Дантокпа в огромный торговый район. Фактически Sogema управляет обширной территорией, которая с севера ограничена авеню короля Гезо, на востоке — водами лагуны, а на западе — авеню Делорм (северная часть рынка известна как собственно Дантокпа, а южная часть — как рынок Гбогбаноу).
Вокруг рынка расположены многочисленные гостиницы и постоялые дворы, в которых останавливаются торговцы, прибывшие в Дантокпа издалека. Рядом с рынком находится индуистский храм, прихожанами которого являются местные индийские торговцы и менялы.

## История
Изначально центральный рынок Котону зародился в 1940-х годах как место, где продавали овощи и рыбу. Нынешний рынок Дантокпа основан в 1963 году на площади 13 гектаров. Из-за скученности на старом месте рынок перенесли на нынешнее место, на берег лагуны, и в 1964 году он открылся для покупателей. В 1976 году рынок перешёл под управление компании Société d’Exploitation des Marchés de Cotonou (SEMAC), в 1983 году её сменила компания Société de gestion des marchés autonomes (Sogema). На протяжении десятков лет рынок постоянно расширялся, охватывая соседние кварталы и улицы. В 2008 году государство провело реконструкцию на площади 4 гектара, построив там тысячу новых магазинов.

## Структура
В северной части рынка Дантокпа раскинулся обширный сектор ритуальных предметов, которые используются колдунами в местной версии культа вуду (в просторечии он известен как Marché des féticheurs — «рынок фетиша» или «рынок знахарей»). Здесь в 80 лавках продают черепа и тушки животных, различные амулеты, настойки и снадобья, применяемые от сглаза и для лечения недугов.
Основную часть рынка занимают лотки и павильоны, сколоченные из листов фанеры, жести и шифера, а также из тряпок и полиэтилена. В главном трёхэтажном здании располагаются продавцы тканей и украшений — самый привилегированный класс торговцев рынка. Кроме складов, лотков и магазинов на рынке находятся сотни швейных и ремонтных мастерских, мелких кафе и закусочных, меняльных контор, где обменивают в основном найры и франки. Также на рынке имеется небольшой храм местного божества благополучия и достатка Дана, изображаемого в виде змеи (с языка фон название рынка Дантокпа переводится как «на берегу лагуны Дана»).
По состоянию на 2007 год на рынке работало около 26 тыс. коммерсантов и торговцев (это без учёта уличных торговцев, которые не имеют постоянного места и ходят с товаром между рядами). Основную часть продавцов составляют женщины, а среди них выделяется зажиточная группа женщин, торгующих голландскими тканями с восковой печатью компании Vlisco (с 1960-х годов их называют «девушки Бенц», так как многие из них разбогатели и ездят на престижных автомобилях марки Mercedes-Benz). Среди оптовых торговцев (особенно поставщиков тканей), портных, менял, ростовщиков и работников рынка преобладают мужчины.
Продавцы делятся на три категории — постоянные (имеют постоянные места и платят аренду за месяц), временные (занимают свободные места и платят аренду за день) и передвигающиеся по рынку с товаром на голове (платят самую маленькую аренду). За каждым из 75 секторов рынка закреплён свой сборщик арендной платы, который одновременно проверяет наличие квитанций у продавцов (каждый месяц цвет квитанций меняется). На рынке Дантокпа имеется собственная радиостанция, которая специализируется на новостях и рекламных объявлениях.
К рынку Дантокпа примыкает современная зона Тодомэ (Todomé) — двухэтажные кирпичные магазины, крытые торговые ряды и складские помещения.

## Проблемы
Рынок Дантокпа отличается плохим санитарным состоянием и слабой организацией общественной безопасности, он имеет изношенные электросети, водопровод и канализацию. Окрестности рынка, особенно берега лагуны, завалены кучами мусора и отходов; все неочищенные стоки, включая фекалии из туалетов и стоки из окрестных закусочных и скотобоен, беспрепятственно попадают в воды лагуны. Многие лотки подсоединены к электросетям незаконно, что приводит к частым замыканиям и пожарам. Попытки управляющей компании Sogema поднять арендную плату для благоустройства территории наталкиваются на сопротивление профсоюза торговцев рынка. Многие сборщики аренды присваивают часть выручки, давая торговцам поддельные квитанции.
На рынке Дантокпа широко используется детский труд: дети и подростки подрабатывают грузчиками, разносчиками и разнорабочими. В основном это дети из сельской местности, которые вообще не посещают школу, а работают у своих городских родственников.